# Gare de Saint-Gervais-les-Bains-Le Fayet
Gare de Saint-Gervais-les-Bains-Le Fayet – stacja kolejowa w Saint-Gervais-les-Bains, w departamencie Górna Sabaudia, w regionie Owernia-Rodan-Alpy, we Francji.
Jest stacją Société nationale des chemins de fer français (SNCF), obsługiwaną przez pociągi TGV, Intercités i TER Rhône-Alpes. Na stacji istnieje możliwość przesiadki na Tramway du Mont-Blanc.